# ブラゾス川

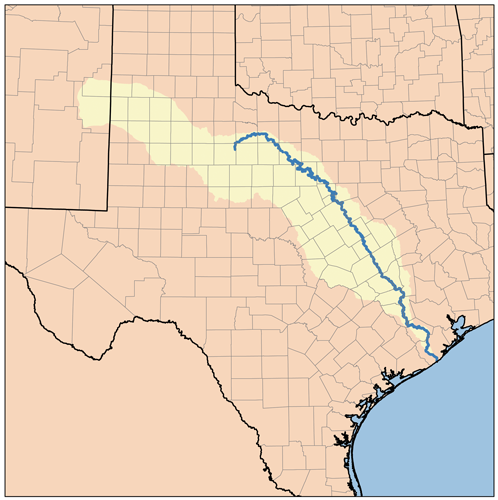
ブラゾス川の流路図

ブラゾス川（ブラゾスがわ、英語: Brazos River）は、アメリカ合衆国のテキサス州最大の川。ニューメキシコ州カリー郡のブラックウォーター谷にある水源からメキシコ湾の河口までの全長は2060kmで、全米では11番目に長い川である。流域面積は11.6万平方キロ。初期のスペイン人探検家らは「神の腕の川」 (Rio de los Brazos de Dios) と呼んだ。

## 地理
ブラゾス川の本流は、リャノ・エスタカードの高原を源流とするソルト・フォーク川とダブル・マウンテン・フォーク川の合流点からはじまり、テキサス州中央部を1350kmにわたって流れる。上流部の主な支流にはもうひとつ、アビリーン付近を通り、グラハムの近くで合流するクリア・フォーク・ブラゾス川がある。下流部の主な支流にはボスキー川、リトル川、イェグア川、ノラン川、ナバソタ川などがある。
初めはダラス-フォートワースに向かって東に流れた後、南に方向を変えてウェーコやベイラー大学のキャンパスを横切り、カルバート付近まで南下、ブライアンやカレッジステーションを通過し、それからフォートベンド郡リッチモンドを流れ、フリーポートの南の沼沢地でメキシコ湾にそそぐ。
本流はウェーコの北にある3箇所のダムでせき止められており、それぞれポッサム・キングダム湖、グランベリー湖、ホイットニー湖を形成している。このうち1950年代中ごろに建設が計画され、最も遅い1969年に完成したグランベリー・ダムは、ジョン・グレーブスが著書 Goodbye to a River をあらわすきっかけとなった。ウェーコ下流の町外れ、ベイラー大学の端にも小規模な市営のダム（レイク・ブラゾス・ダム）があり、その人造湖は地元でブラゾス湖と呼ばれている。このほか、主なものだけでも19の貯水池が川沿いにある。

## 歴史
そう遠くない南方のコロラド川としばしば混同されたため、ヨーロッパ人の探検家によっていつ最初に命名されたのかははっきりしないが、おそらくロベール＝カブリエ・ド・ラ・サールによるものとみられている。のちのスペイン人の記録には「神の腕」 (Los Brazos de Dios) とあり、これにもいくつかの説があるものの、喉が渇いて死にそうだった一行に初めて水をもたらした川であるという点では共通している。
テキサス革命では、テキサス海軍とメキシコ海軍が交戦した。テキサス海軍の「インディペンデンス」号はこのとき、2隻のメキシコ艦船に敗れた。
南北戦争以前は交通路として重要であったが、現在は動力と灌漑用水の源としての重要性が最も高い。ブラゾス川開発公社が、この川の水を管理している。
かつてはテキサス州のほとんどすべての刑務所がブラゾス川の近くに立地していたため、多くの刑務所の歌にその名が登場する。

## ギャラリー

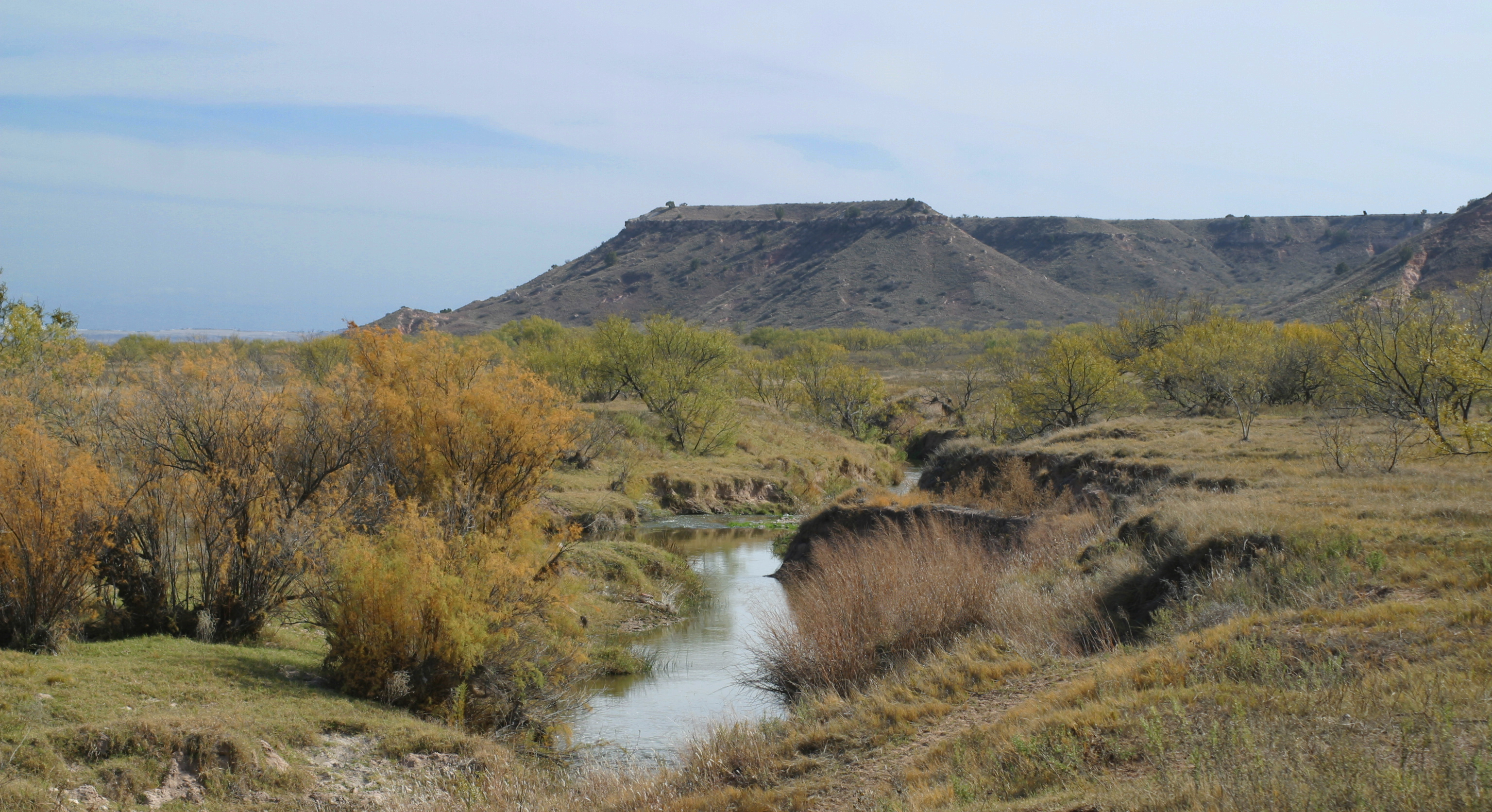
リャノ・エスタカードの東縁を流れるノース・フォーク・ダブル・マウンテン・フォーク・ブラゾス川
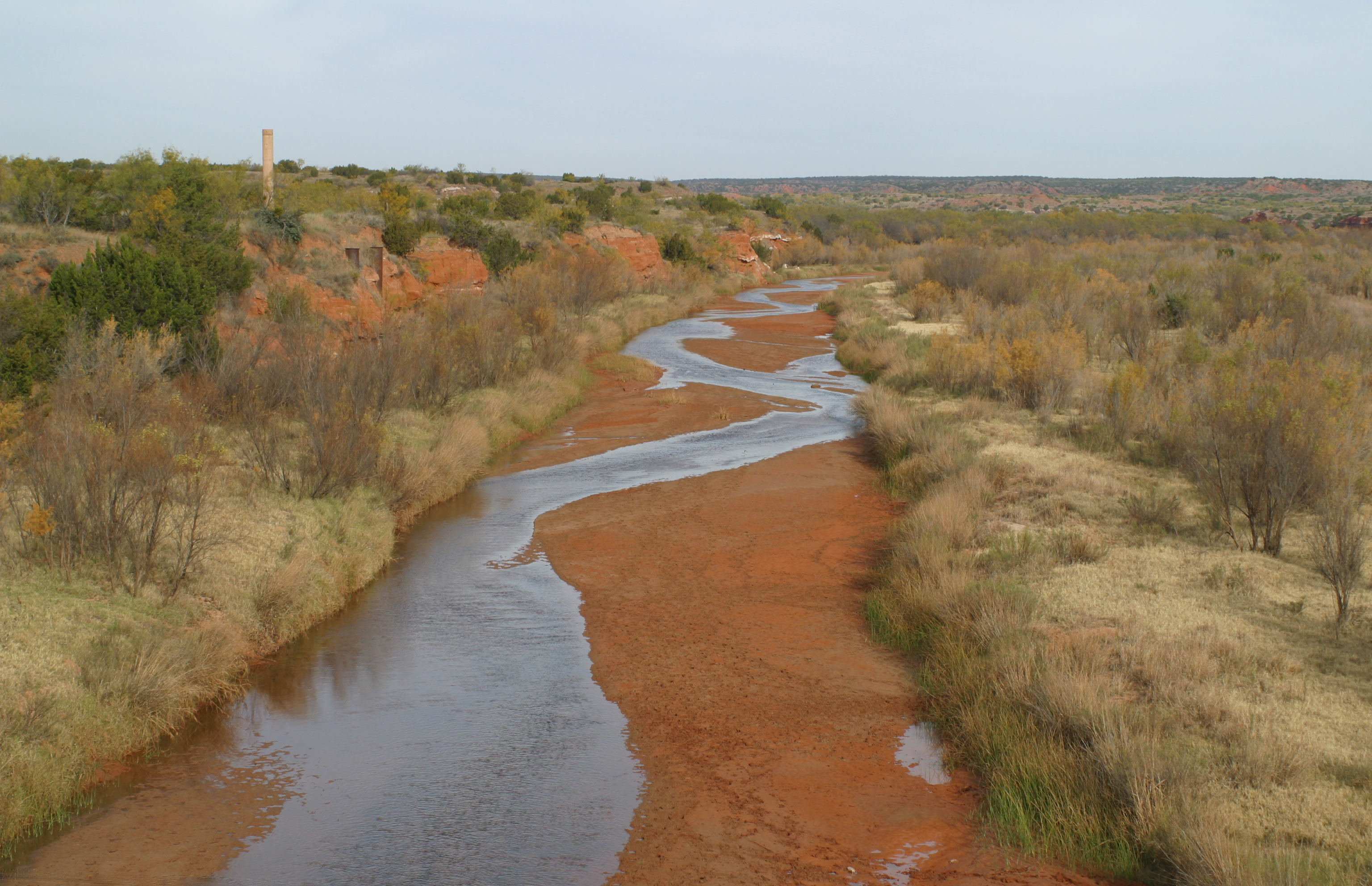
テキサス州クレアモントの南西12kmの州道208号線から見たダブル・マウンテン・フォーク・ブラゾス川
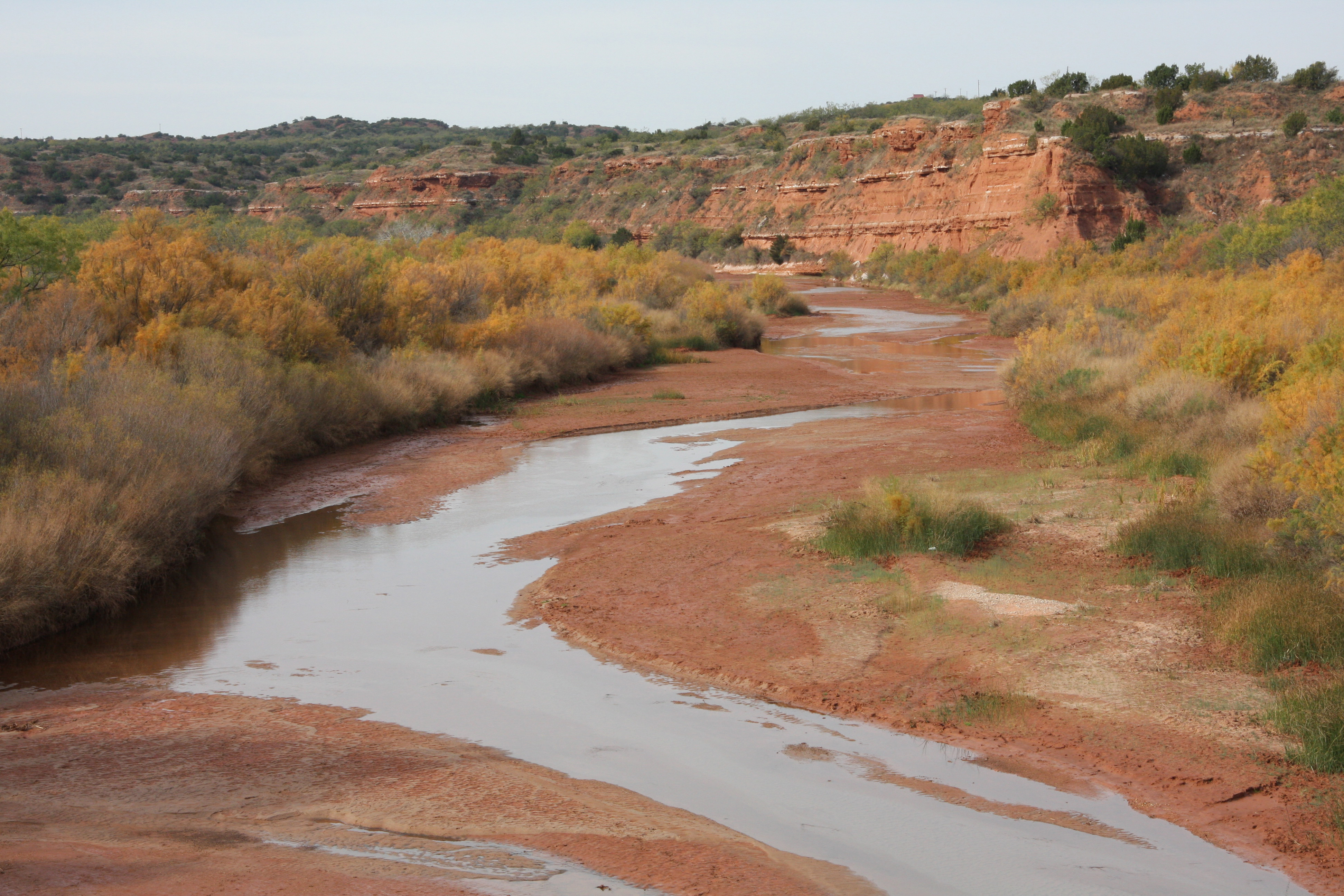
テキサス州ロータンの北9kmの州道70号線から見たダブル・マウンテン・フォーク・ブラゾス川
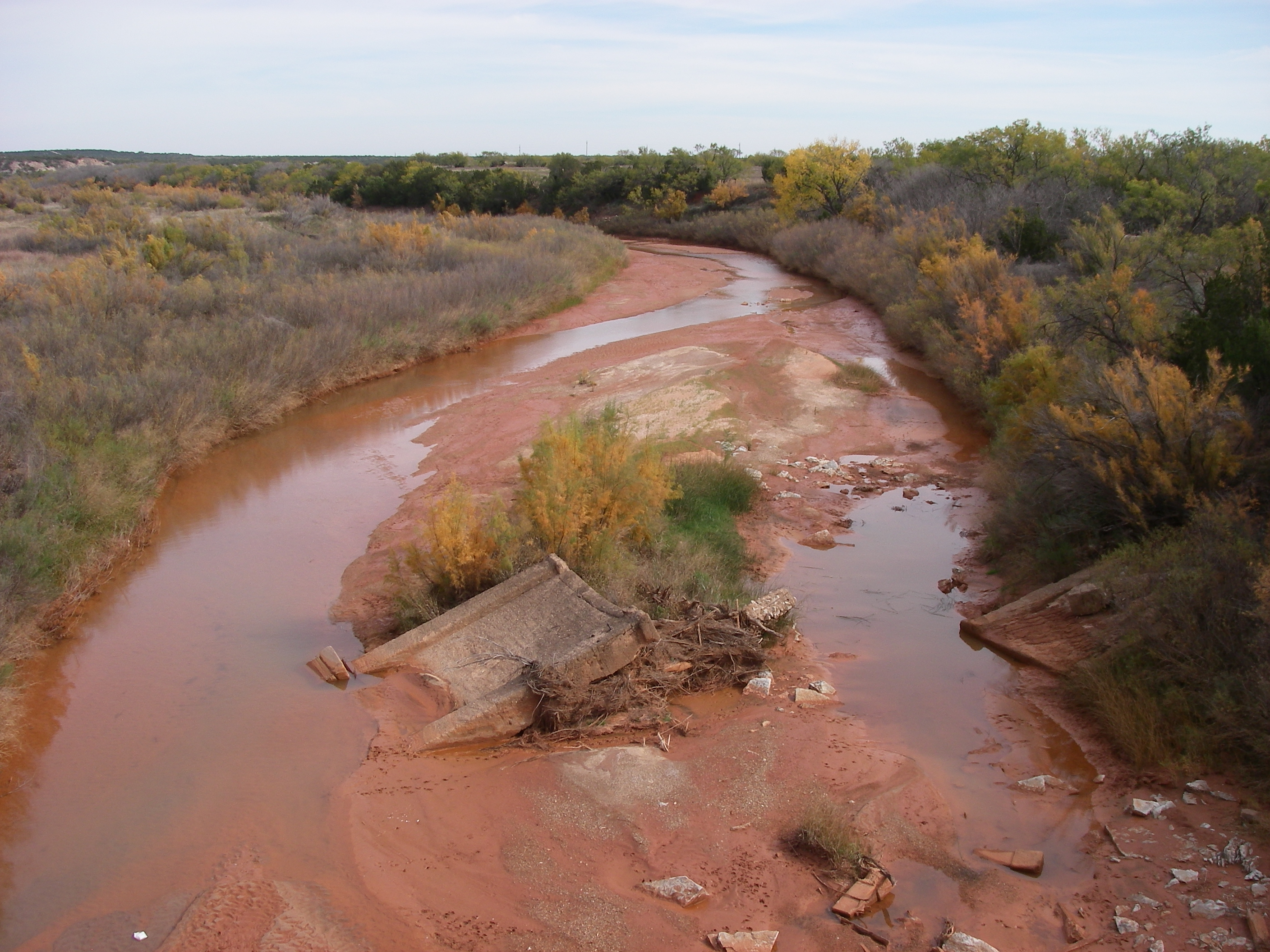
ダブル・マウンテン・フォーク・ブラゾス川に沈む崩れた橋。かつてのラスシティ市内にて
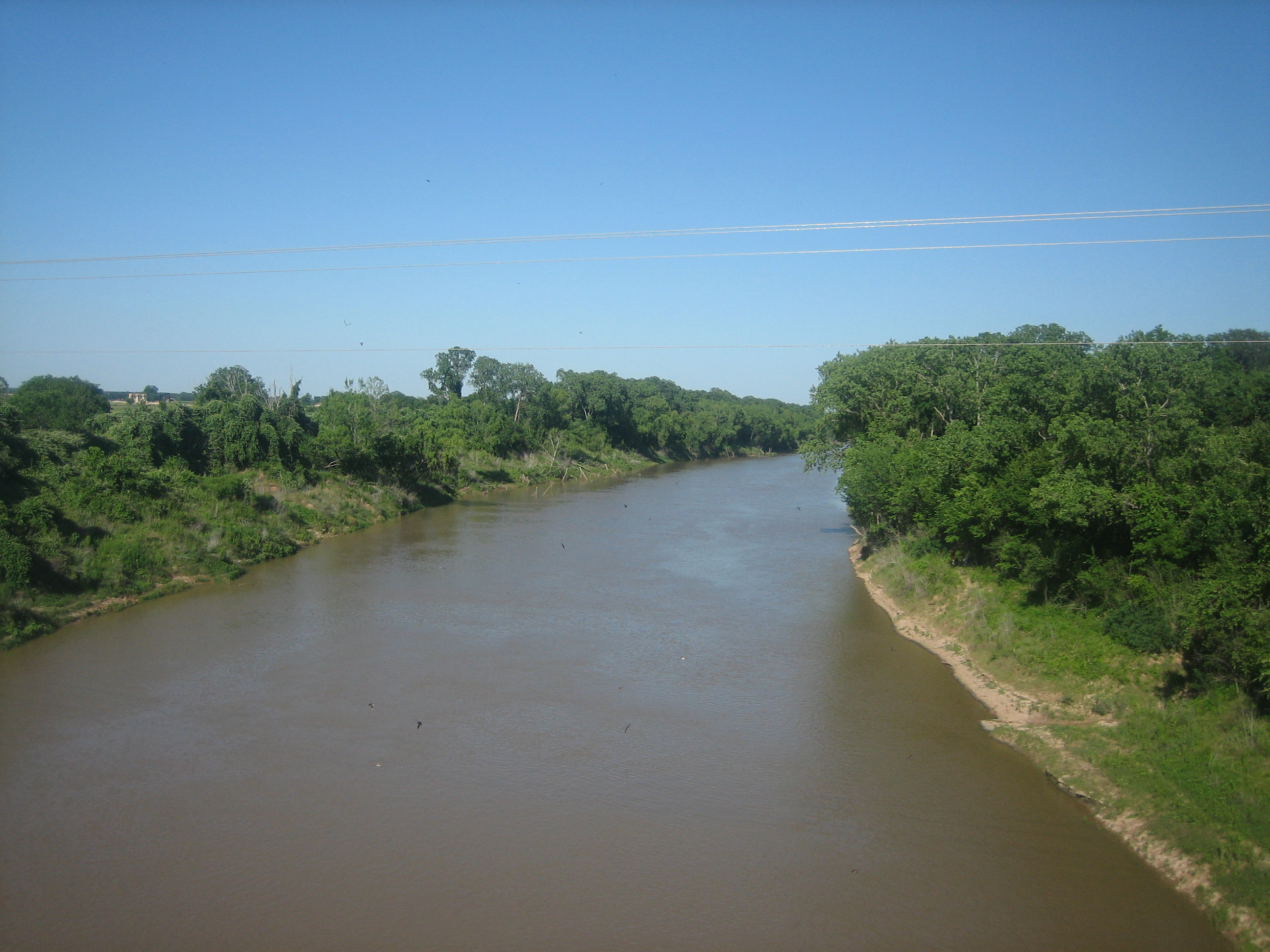
テキサス州ブライアンの西を通る州道21号線から見たブラゾス川
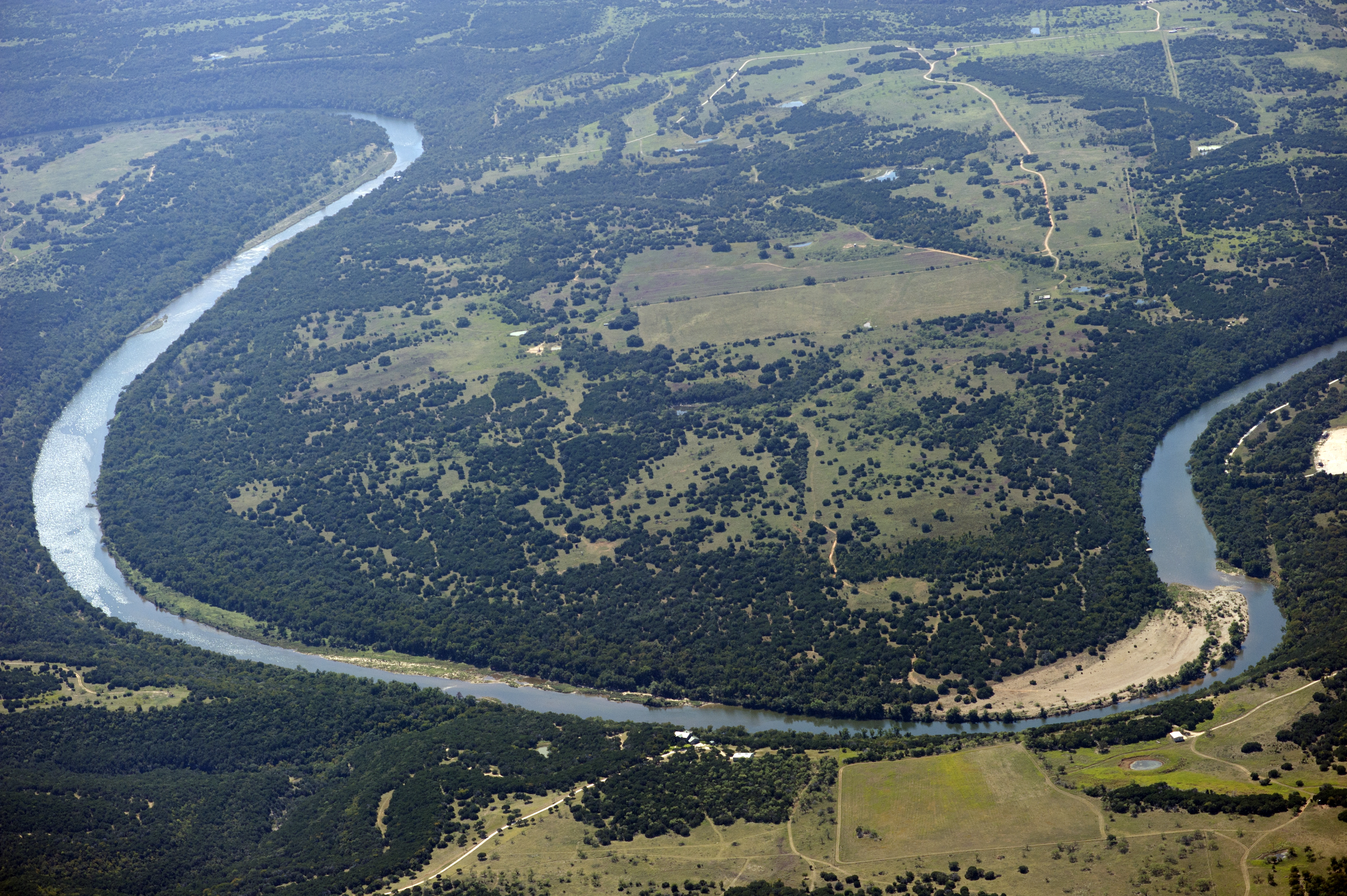
ポッサム・キングダム湖の南を流れるブラゾス川